# Хрістос Албаніс
Хрі́стос Алба́ніс (грец. Χρήστος Αλμπάνης, нар. 5 листопада 1994, Каламбака) — грецький футболіст, нападник клубу АЕК. На умовах оренди грає за кіпрський клуб «Аполлон» (Лімасол).

## Клубна кар'єра
Народився 5 листопада 1994 року в місті Каламбака. Розпочав займатись футболом у клубі «Метеора» з рідного міста, після чого грав за команду «Дімітра Аполлон 2005», а у віці 16 років перебрався до академії німецького «Вердера». З 2011 по 2012 рік грав у команді до 17 років, а з 2012 по 2013 рік — до 19 років, втім до першої команди не пробився. 
У 2013 році підписав свій перший професіональний контракт з іншою німецькою командою «Айнтрахт» і був заявлений за резервну команду з Регіоналліги. Після сезону з 20 матчами та чотирма голами він перейшов до «Фрайбурга», де знову грав за резервну команду, провівши 19 ігор у Регіоналлізі сезону 2014/15.
У 2015 році Албаніс повернувся на батьківщину і став гравцем клубу «Аполлон Смірніс», що виступав у другому дивізіоні. У 2017 році разом із командою він був підвищений до Суперліги, після чого  продовжив там свій контракт на три роки до 2020 року. У вищому дивізіоні Хрістос провів вдалий сезон, забивши 8 голів в 29 іграх чемпіонату на позиції лівого вінгера і зацікавив ряд команд.
У травні 2018 року Албаніс перейшов у столичний АЕК. Станом на 6 жовтня 2020 року відіграв за афінський клуб 41 матч в національному чемпіонаті.

## Виступи за збірні
2011 року провів два матчі у складі юнацької збірної Греції (U-18), а у 2014–2015 входив до складу збірної U-20, за яку провів чотири гри.
2015 року залучався до складу молодіжної збірної Греції. На молодіжному рівні зіграв у 2 офіційних матчах.

## Статистика виступів

### Статистика клубних виступів
| Сезон                       | Команда                     | Чемпіонат                   | Чемпіонат | Чемпіонат | Національний кубок | Національний кубок | Національний кубок | Континентальні кубки | Континентальні кубки | Континентальні кубки | Інші змагання | Інші змагання | Інші змагання | Усього | Усього | Усього |
| Сезон                       | Команда                     | Ліга                        | Ігор      | Голів     | Ліга               | Ігор               | Голів              | Ліга                 | Ігор                 | Голів                | Ліга          | Ігор          | Голів         | Ігор   | Голів  |        |
| --------------------------- | --------------------------- | --------------------------- | --------- | --------- | ------------------ | ------------------ | ------------------ | -------------------- | -------------------- | -------------------- | ------------- | ------------- | ------------- | ------ | ------ | ------ |
| 2013–14                     | «Айнтрахт» II               | РЛ (IV)                     | 20        | 4         |                    | -                  | -                  |                      | -                    | -                    |               | -             | -             | 20     | 4      |        |
| 2014–15                     | «Фрайбург» II               | РЛ (IV)                     | 19        | 4         |                    | -                  | -                  |                      | -                    | -                    |               | -             | -             | 19     | 4      |        |
| 2015–16                     | «Аполлон Смірніс»           | ФЛ (ІІ)                     | 7         | 1         | КН                 | 1                  | 0                  |                      | -                    | -                    |               | -             | -             | 8      | 1      |        |
| 2016–17                     | «Аполлон Смірніс»           | ФЛ (ІІ)                     | 28        | 9         | КН                 | 2                  | 0                  |                      | -                    | -                    |               | -             | -             | 30     | 9      |        |
| 2017–18                     | «Аполлон Смірніс»           | СЛ                          | 29        | 8         | КН                 | 2                  | 0                  |                      | -                    | -                    |               | -             | -             | 31     | 8      |        |
| Усього за «Аполлон Смірніс» | Усього за «Аполлон Смірніс» | Усього за «Аполлон Смірніс» | 64        | 18        |                    | 5                  | 0                  |                      | -                    | -                    |               | -             | -             | 69     | 18     |        |
| Усього за кар'єру           | Усього за кар'єру           | Усього за кар'єру           | 103       | 26        |                    | 5                  | 0                  |                      | -                    | -                    |               | -             | -             | 108    | 26     |        |

## Титули і досягнення
- Чемпіон Кіпру (1):

«Аполлон»: 2021–22